# David Sur
David Sur es un corregimiento del distrito de David, en la provincia de Chiriquí, República de Panamá. Fue fundado el 14 de febrero de  2018, segregado del corregimiento cabecera de David. Su cabecera es San Cristóbal.

## Localización
El corregimiento de David Sur se localiza entre los 8.416152° de latitud norte y los -82.442599° de longitud oeste, en la región occidental de la República de Panamá, específicamente el centro urbano de David, en la provincia de Chiriquí.  Limita al norte con el corregimiento de David, al sur con los corregimientos de Pedregal y San Pablo Nuevo, al Este con el corregimiento de David Este; y, al oeste con los corregimientos de San Pablo Nuevo y San Pablo Viejo.